# Розен, Гиацинт
Гиацинт Розен (фр. Hyacinthe нидерл. Roosen, иногда также Ян Розен, нидерл. Jan Roosen; 12 мая 1897, Темсе — 11 февраля 1967) — бельгийский борец вольного стиля, чемпион Европы.

## Биография
Зарабатывал на жизнь изготовлением корзин. В 1920 году, проходя военную службу в Беркеме, начал заниматься борьбой под руководством сильнейшего бельгийского борца того времени Лорана Герстманса. Немедленно продемонстрировав впечатляющие способности, в этом же году стал чемпионом Вооружённых сил Бельгии и принял участие в Олимпийских играх в Антверпене, где занял 9-е место. В 1924 году принял участие в Олимпийских играх в Париже, где занял 7-е место. В 1928 году принял участие в Олимпийских играх в Амстердаме, где вновь занял 7-е место. Как любитель был одиннадцатикратным чемпионом Бельгии (1921—1932) и трёхкратным чемпионом Европы (1928—1930). Затем в 1932—1944 гг. продолжил выступать как спортсмен-профессионал. На протяжении всей карьеры провёл 408 схваток, из которых проиграл лишь 37.
Закончив выступления, работал в своём родном городе массажистом и физиотерапевтом.